# Motor de detonação por pulsos
Um motor de detonação por pulsos (do inglês pulse detonation engine, ou PDE) é um tipo de sistema de propulsão de aeronaves que usa ondas de detonação para queimar a mistura de combustível e oxidante. O motor é pulsado porque a mistura deve ser renovada na câmara de combustão entre cada onda de detonação e a nova seguinte. Teoricamente, um motor PDE pode operar desde velocidades subsônicas até hipersônicas de aproximadamente Mach 5 ou 6. Um projeto de motor PDE ideal pode ter uma eficiência termodinâmica superior a outros projetos, como turbojatos e turbofans, porque uma onda de detonação comprime rapidamente a mistura e adiciona calor a volume constante. Consequentemente, peças móveis como compressores axiais e palhetas rotativas não são necessariamente usadas no motor, o que poderia reduzir significativamente o peso e o custo geral. Os PDEs foram considerados para propulsão desde 1940. As principais questões para desenvolvimento futuro incluem a mistura rápida e eficiente do combustível e do oxidante, a prevenção dos perigos da autoignição e a integração com uma entrada e um bico.
Até então, nenhum motor do tipo PDE foi colocado em produção, mas vários motores de teste foram construídos e um foi testado e voado com sucesso em uma aeronave de demonstração de baixa velocidade que voou em voo sustentado com motor PDE em 2008. Em junho de 2008, a Agência de Projetos de Pesquisa Avançada de Defesa (DARPA) revelou o Blackswift, aeronave que pretendia usar esta tecnologia para atingir velocidades de até Mach 6. No entanto, o projeto foi cancelado logo depois, em outubro de 2008.

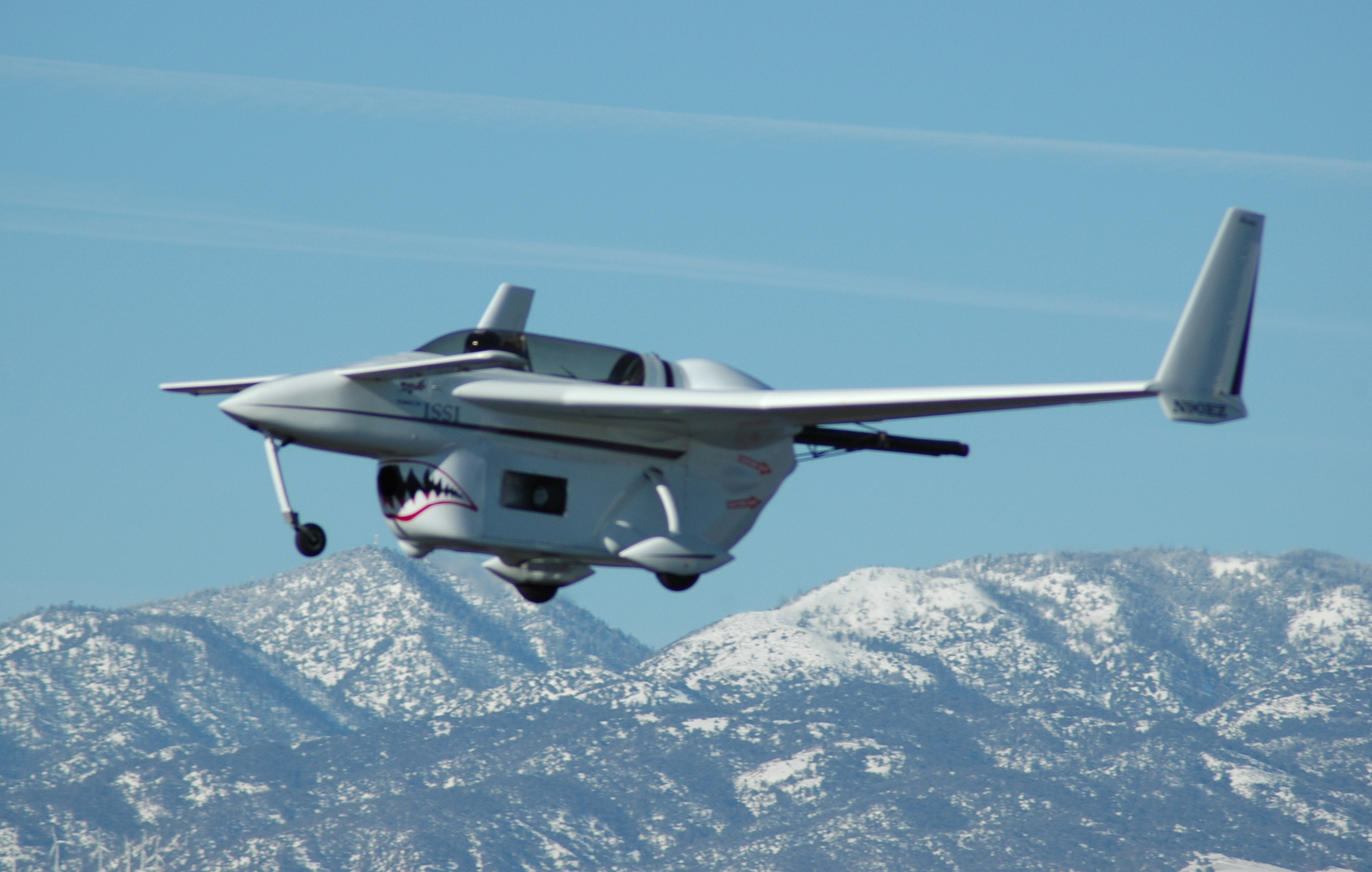
Borealis PDE, fabricado pela Scaled Composites, até então, a única aeronave a voar com sucesso com esse tipo de motor